# NEW WAVE JACKET
「NEW WAVE JACKET」（ニュー・ウェイヴ・ジャケット）は、日本のロックバンド、POLYSICSの3枚目のシングルで、同シングルの表題曲である。2001年4月25日に発売。発売元はキューンレコード。

## 解説
- シングル作品としては前作から10ヶ月ぶりのリリース。プロデューサーに岡野ハジメを迎えて制作された。
- 元々この曲のプロモーションビデオの監督は、田中秀幸が担当する予定であったが、都合により代わりとして、宇川直宏が担当した。
- ハヤシ曰く「事務所側から『代表曲が欲しい』と言われてできた曲。」という[1]。日本語を楽曲に用いるようになったのもこの楽曲からである。

## 収録曲
1. NEW WAVE JACKET (2:40)
2. SPARK (3:19)
3. kattobase! (2:15)

全作詞・作曲：Hiroyuki Hayashi　編曲：POLYSICS, 岡野ハジメ